# Emela-ntouka

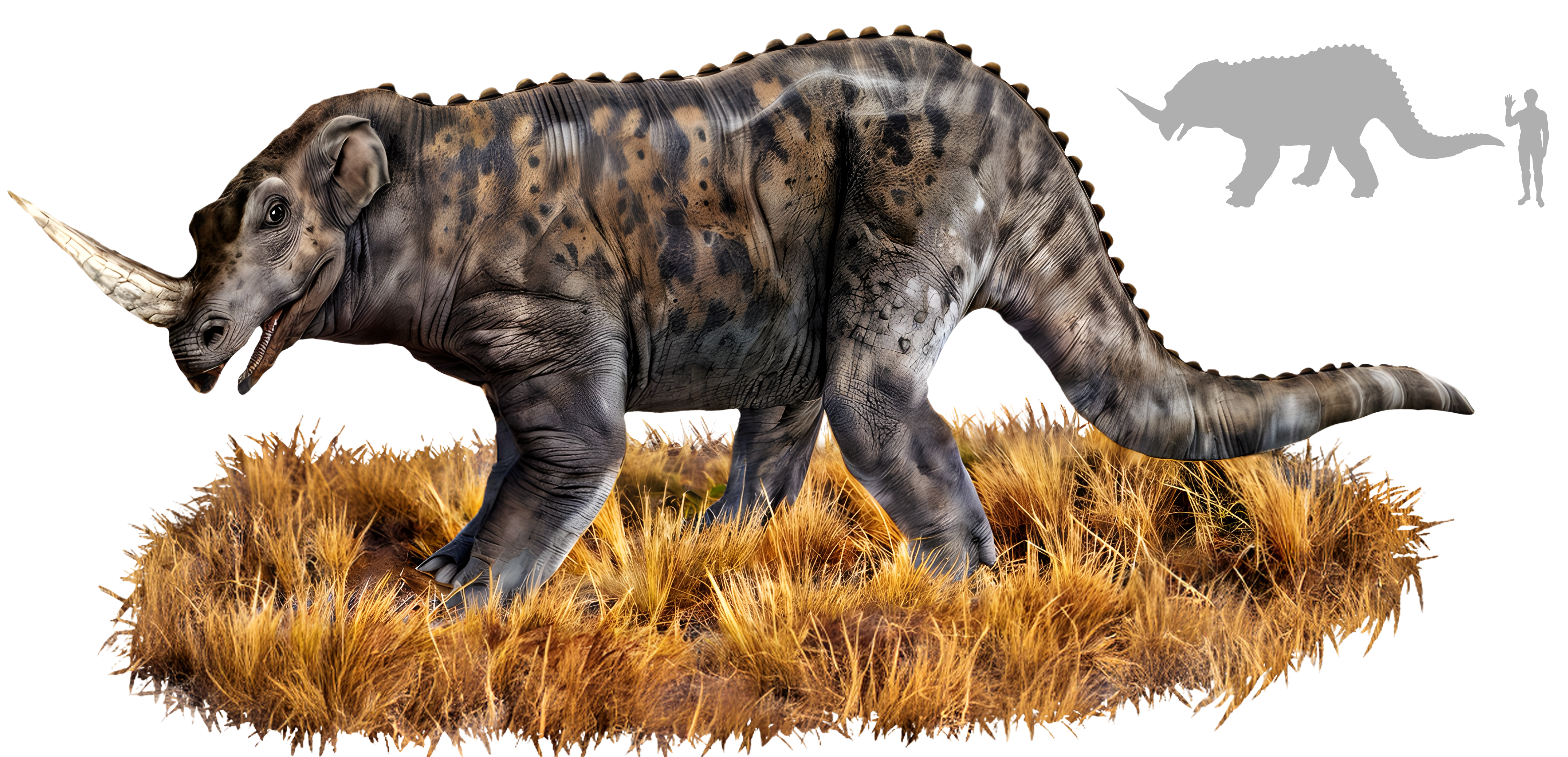
Emela-ntouka artist's impression

De Emela-ntouka is een cryptozoölogisch dier dat zou leven in Centraal-Afrika. Emela-ntouka betekent olifantendoder in het Lingala. In andere talen staat het dier bekend als Aseka-moke, Njago-gunda, Ngamba-namae, Chipekwe of Irizima.

## Omschrijving
Van de Emela-ntouka wordt gezegd dat hij de grootte heeft van een bosolifant, een bruingrijze kleur heeft en een lange zware staart. Verder zou hij het figuur hebben van een neushoorn en één lange hoorn hebben op zijn neus. Zijn grote lichaamsbouw vraagt waarschijnlijk om gespierde poten. Het dier zou verder ook ribbels langs zijn nek hebben. De Emela-ntouka zou zowel op het land als in het water leven en zich onder andere voeden met de Malombo plant. Het wezen zou een grommend, snurkend en rommelend geluid maken.

## Hoorn
Over de structuur van zijn hoorn wordt nog veel gedebatteerd. Dit is het onderwerp van het debat: als de hoorn van ivoor is, dan is het eigenlijk een slagtand en helemaal geen hoorn. Sommige neushoorns hebben slagtanden, vooral die uit Azië; maar het is niet bekend dat deze ook leven in Afrika. Als de hoorn van bot is gemaakt is het een reptiel, zoals veel uitgestorven reptielen ook hoorns hadden zoals de ceratopia. Als laatste zou de hoorn ook gemaakt kunnen zijn van keratine, zoals de hoorns van Afrikaanse neushoorns. Wat er ook van zij, zonder monsters om te onderzoeken kan men hier alleen maar over speculeren.

## Leefgebied
Van deze cryptide wordt gezegd dat hij in de ondiepe wateren van moerassen en meren van Congo-Brazzaville leeft, vooral in de Likouala-moerassen.
Er wordt ook gezegd dat hij zou leven in Kameroen en het Bangweulumeer. Het zouden solitaire herbivoren zijn en de bewoners van het gebied hebben grote angst voor het wezen.

## Mogelijke verklaringen

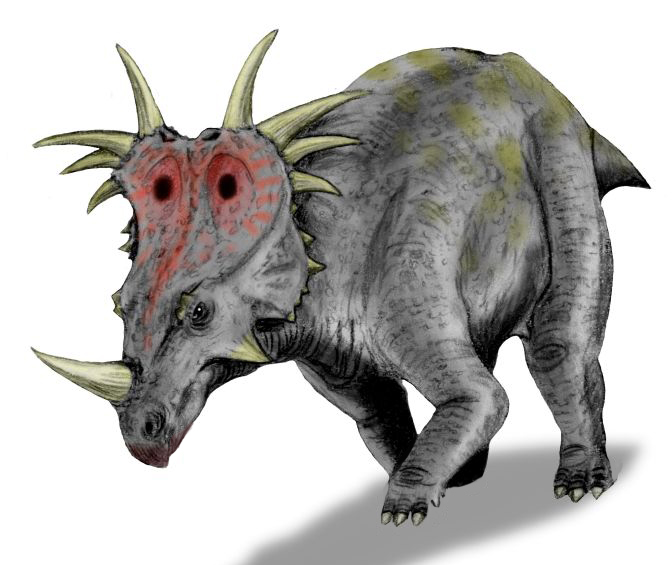
Afbeelding van een styracosaurus. Een Emela-ntouka zou gelijkenissen kunnen hebben met deze dinosauriër.

Een populaire speculatie is dat het een ceratopia is die nog steeds in leven is, zie Levend fossiel. Er zijn mensen die zeggen dat Congo nog veel meer wezens herbergt waarvan men tot nu toe dacht dat ze uitgestorven waren. Voorbeelden zijn de Mokele-mbembe en de Mbielu-mbielu-mbielu. Het wezen zou verwant kunnen zijn aan de Ngoubou, die een soort styracosaurus zou zijn. Omdat er nergens fossielen van gevonden zijn in Afrika, stelt Loren Coleman voor dat het een nieuw soort neushoorn is die zowel op het land als in het water zou leven.